# Aspvägstekel
Aspvägstekel (Dipogon variegatus) är en stekelart som först beskrevs av Carl von Linné 1758.  Aspvägstekel ingår i släktet vedvägsteklar, och familjen vägsteklar. Enligt den finländska rödlistan är arten nära hotad i Finland. Arten är reproducerande i Sverige. Artens livsmiljö är byggnader.